# 荒尾南遺跡
荒尾南遺跡（あらおみなみいせき）は、濃尾平野北西部にある弥生時代から古墳時代にかけての遺跡。東海地方最大級。大垣西IC建設に伴い発掘調査された。

## 主な出土品
- 80本のオール、たなびく旗、イチョウ型の船先などの船の絵の描かれた土器
- 約350万点に及ぶ土器
- 方形周溝墓74基
- 木棺墓群
- 約600軒の建物跡[2]
- 幅約10m長さ450m以上の人工の大溝
- 1万点を超える木製品
- 近畿式銅鐸の飾耳
- 管玉
- 江戸時代の水田跡